# Sylvie Becaert
Sylvie Becaert, född 6 september 1975 i Lille är en fransk skidskytt. Becaerts mest framgångsrika år hittills var 2003 då hon kom 3:a i den totala världscupen och vann VM-guld i sprint i Chanty-Mansijsk. I de olympiska vinterspelen 2006 vann hon en bronsmedalj med det franska stafettlaget efter Ryssland och Tyskland. 4 år senare vid olympiska vinterspelen 2010 vann hon silver i stafetten tillsammans med Marie-Laure Brunet, Marie Dorin och Sandrine Bailly.

## Meriter
Olympiska vinterspel
- 2006: Stafett – brons

 Världsmästerskap
- 2003: Sprint – guld
- 2007: Stafett – silver
- 2008: Stafett – brons
- 2009: Mixstafett – guld

 Världscupen:
- Världscupen totalt
  - 2003: 3:a
- Världscupen, delcuper
  - 2003:
  - Sprint – 1:a
  - Jaktstart – 3:a
  - Masstart – 3:a
- Världscuptävlingar: 1 seger (maj 2007)